# 231 Nord 3.1201 à 3.1240

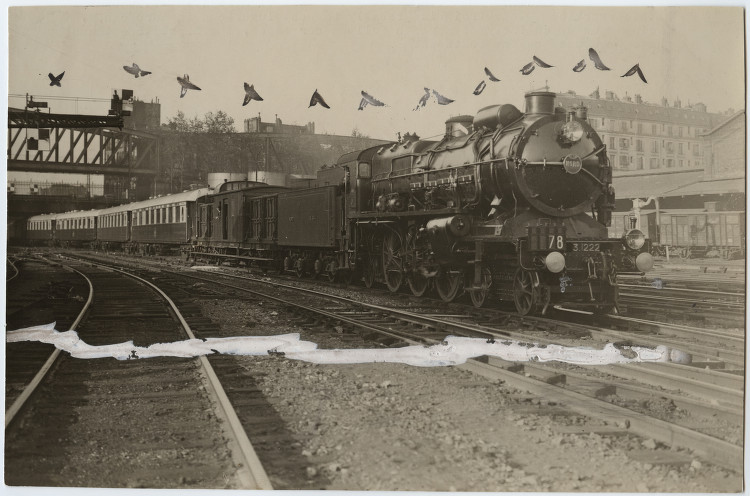
Locomotive 3 1222 en tête du train "la flèche d'or"

Les 231 Nord 3.1201 à 3.1240 sont des locomotives de type Pacific de la compagnie des chemins de fer du Nord. Elles assuraient une grande partie des trains de voyageurs rapides sur les lignes du réseau Nord. Elles deviennent le 1er janvier 1938 à la SNCF 2-231 C 1 à 40.
Ces machines font partie de la première série des Super pacific. Elles sont construites par les Ateliers du Nord de la France à Blanc-Misseron entre 1920 et 1923.
Elles permettent de remorquer des trains de plus 600 tonnes à plus de 120 km/h, ce qui vaudra à ces machines le surnom de "Super Pacific".
Elles sont reconnaissables avec leur tablier s'arrêtant au droit des cylindres,
Au départ très rustiques avec une rangée de graisseur le long de la chaudière, ces locomotives sont attelées à un tender Prussien de 31 m3 acquis au titre des dommages de guerre.
Les machines sont améliorées au cours des ans et reçoivent un réchauffeur ACFI dès 1925, une pompe à air bi-compound vers 1927, des écrans pare-fumées vers 1931 et un échappement Lemaître vers 1935.
Le tender sera quant à lui modifié pour amener la capacité en eau à 34 m3, mais l'ensemble de la série verra l'arrivée des tenders de 37 m3 (bien que par erreur immatriculé 35 m3 par la Compagnie des chemins de fer du Nord) réalisés en 1928. Ces tenders sont d'une conception nouvelle avec bac à charbon en forme elliptique, les trappes de soute à eau étant placées au droit de la caisse.

## Services effectués

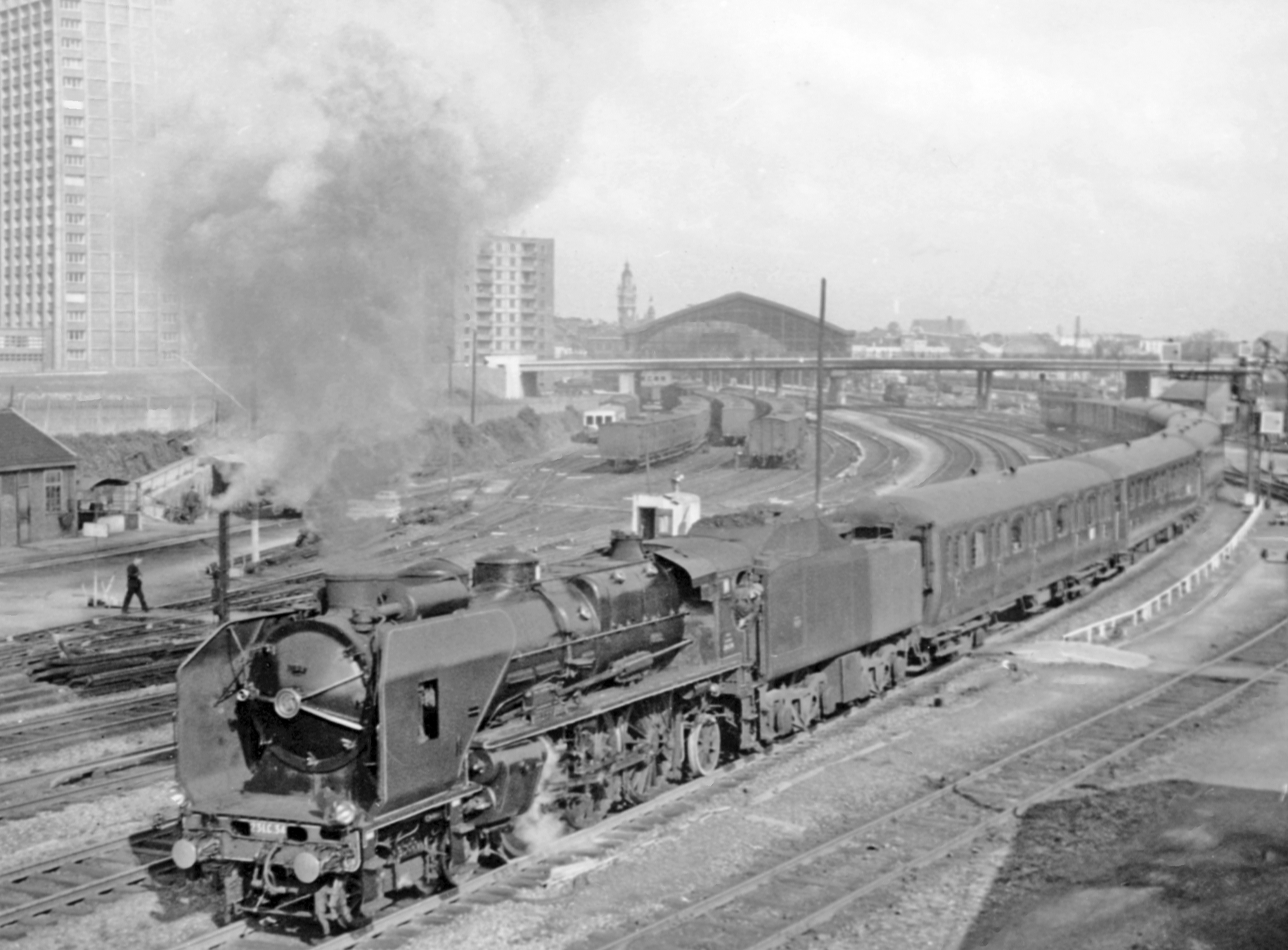
Un express tracté par la 231 C 34 quitte la gare de Lille le 11 juin 1957.

Les premières Super-Pacific, affectées au dépôt de La Chapelle, commencent leur service en tête de trains rapides et express sur les liaisons Paris/Calais, Paris/Lille et la ligne de Bruxelles. Elles assurent ensuite des trains sur les lignes transversales du réseau Nord comme Amiens/Tergnier/Laon ou Calais/Lille/Bruxelles par exemple. Durant la Seconde Guerre mondiale, elles remorquent des trains de messageries, de troupes ou de marchandises. Après la guerre, elles sont soit radiées, soit utilisées en tête de train omnibus.

## Caractéristiques
- Longueur hors tout : 12,53 m
- Diamètre des roues motrices : 1 900 mm
- Diamètre des roues porteuses bissel ar : 1 040 mm
- Diamètre des roues porteuses bogie av : 950 mm
- Poids à vide : 91 t
- Poids en ordre de marche : 99,2 t
- Vitesse maxi en service : 130 km/h
- Diamètre et course des cylindres HP : 440 × 660 mm
- Diamètre et course des cylindres BP : 620 × 690 mm
- Pression de la chaudière : 17 kg/cm2
- Surface de grille: 3,4 m2
- Surface de chauffe: 191,4 m2
- Surface de surchauffe: 61,01 m2